# Riberot
Le Riberot ou Ribérot est une rivière du sud-ouest de la France, dans le département de l'Ariège et un sous-affluent de la Garonne par le Lez et le Salat. Sa vallée est connue pour conduire au refuge des Estagnous, au pied du mont Valier (2 838 m), la montagne emblématique du Couserans.

## Toponymie
L'origine du mot «riberot» (prononcer "ribérotte") est limpide : il s'agit d'un mot occitan gascon (correctement orthographié «riberòt») et qui signifie simplement «petite rivière».

## Géographie

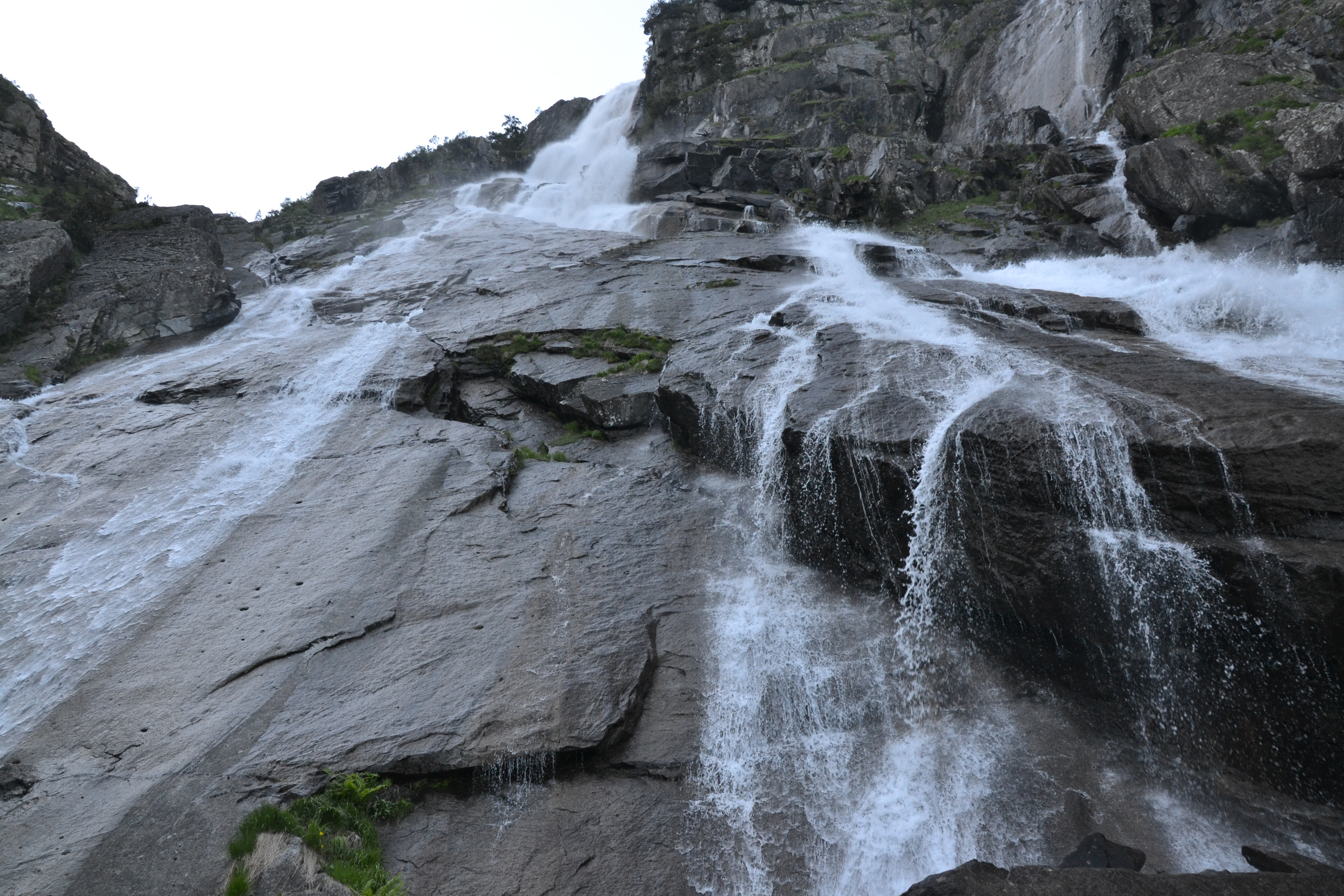
La cascade de Nérech

De 13,8 km de longueur, le Riberot prend sa source immédiatement en contrebas du col de la Pale de la Claouère dans le massif du Mont-Valier et se jette dans le Lez au lieu-dit "Bacher", au village des Bordes-sur-Lez.
Prenant sa source sur la commune, à moins de 100 m de la frontière espagnole, il forme l'Étang Long (2 125 m) puis l'Étang Rond (1 931 m), avant de se déverser sous la forme de la Cascade de Nérech (1 352 m au pied de la cascade). Puis il s’écoule sous la forme d'une rivière ou d'un petit torrent jusqu'à Bacher (611 m) où il se jette dans le Lez.

## Une commune traversée
- Ariège : le Ribérot s'écoule sur la commune de Bordes-Uchentein dans la petite vallée éponyme desservie par une route jusqu'au Pla de la Lau où se trouve la Maison du Valier.

## Principaux affluents
- Ruisseau de Peyralade : 4,2 km
- Le Muscadet : 2,2 km
- Le Trapech : 2,9 km
- Ruisseau de Lazié : 2,2 km